# Glückauf (Schiff, 1886)
Die Glückauf war ein Öltankschiff des Speditionsunternehmens Wilhelm Anton Riedemann in Geestemünde, das 1886 in Betrieb genommen wurde. Sie gilt, zusammen mit der gleichzeitig erbauten Petrolea, als weltweit erstes seegehendes Öltankschiff moderner Bauart.

## Geschichte
Nachdem der Speditionsunternehmer Wilhelm Anton Riedemann sein Segelschiff Andromeda bei der Werft Joh. C. Tecklenborg in Geestemünde zum Öltanker umrüsten ließ, fand er in Deutschland keine Werft, die sich bereitfand, ein Öltankschiff mit Dampfmaschine als Neubau nach seinen Plänen zu erstellen. Die erste Werft, die sich dazu bereit erklärte, war Armstrong & Mitchell in Low Walker, Newcastle am Tyne, Großbritannien. Diese baute die Glückauf 1886 unter der Baunummer 473 für Riedemanns Speditionsunternehmen. Nachdem sie bei ihrer ersten Reise in New York zunächst von den Hafenarbeitern bestreikt wurde, die ihre Arbeitsplätze in Gefahr sahen, wurde die Glückauf für ihren Eigner zu einem großen Erfolg. Die nachfolgenden zahlreichen Neubauten nach dem Prinzip der Glückauf sorgten binnen kurzem dafür, dass der Preis für Petroleum in Europa auf die Hälfte sank.

## Ende

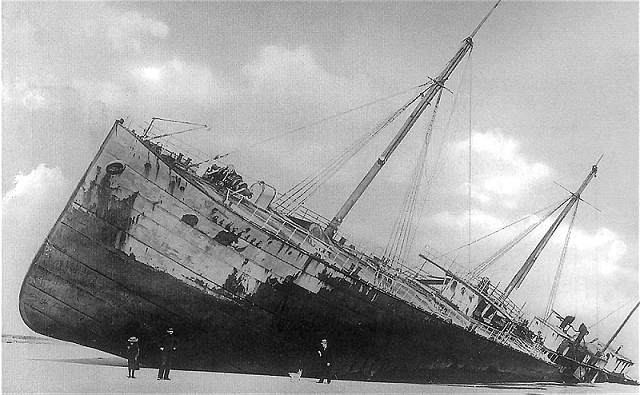
Gestrandetes Wrack der Glückauf

Am 4. März 1893 trat die Glückauf eine Ballastreise von Swinemünde nach New York an. Das Schiff fuhr unter dem Kommando von Kapitän Borger, der seine erste Reise als Kapitän machte. Am 22. des Monats wurde einer der Dampfkessel leck, woraufhin man dessen Dampfleistung herabsetzte, und am 23. März nahm das Schiff seinen Lotsen für die abschließende Passage an der nordamerikanischen Ostküste an Bord. Dieser bestätigte beim Anbordkommen den seitens der Schiffsführung errechneten Schiffsort, begann aber noch nicht mit seiner Beratung. Am 24. März gegen 3 Uhr wurde dem Steuermann Kuhlemann vom Kapitän aufgetragen, mit dem Loten zu beginnen, als die Glückauf bei Hochwasser im dichten Nebel auf Blue Point BeachKoordinaten: 40° 40′ 51″ N, 73° 1′ 7″ W, Fire Island, New York strandete. Das auf Grund geratene Schiff trieb in der starken Brandung immer weiter auf den Strand und konnte weder mit eigenen Maßnahmen noch mit Schlepperhilfe flottgemacht werden. Da Lebensgefahr für die Besatzung bestand, wurde die Glückauf schließlich aufgegeben und zum Totalverlust.
Das Seeamt trat am 27. Mai und 3. Juni 1893 zusammen und rügte in seinem Spruch, dass die Fahrt beim heraufziehenden Nebel nicht weit genug herabgesetzt worden war und dass zu spät mit dem Loten begonnen wurde.